# Болгарская фондовая биржа — София
Болгарская фондовая биржа — София — фондовая биржа, осуществляющая свою деятельность в Софии, столице Болгарии.
Была образована 15 апреля 1914 года царским указом.

## История
Ранее, биржевая деятельность в стране регулировалась временным актом о фондовых бирже от 1907.
Хоть санкция на открытие биржи и была дана 15 апреля 1914 года, работать она начала только с января 1918. Первоначально на бирже торговались акции 21 компании. К 1933 это число увеличилось до 30.
По политическим причинам, торги на бирже были остановлены с ноября 1925 по сентябрь 1928. Биржа прекратила свою деятельность в 1947, вскоре после провозглашения Народной Республики Болгария. В 1991 г. был принят закон о торговле и биржа вновь возобновила свою работу.